# Klaus Bernbacher
Klaus Bernbacher (* 25. Januar 1931 in Hannover; † 3. Dezember 2023 in Bremen) war ein deutscher Dirigent und als Politiker für die Partei Arbeit für Bremen und Bremerhaven (AfB) Mitglied der Bremischen Bürgerschaft.

## Biografie

### Familie, Ausbildung und Beruf
Bernbacher war der Sohn eines Geigers als Kammermusiker am Opernhaus Hannover. Er kam dadurch früh mit der Musik durch Klavierunterricht und Konzertbesuche in Verbindung. Er erlebte prägend die großen Dirigenten seiner Jugendzeit wie Furtwängler, Karajan, Knappertsbusch, Krauss und Richard Strauss bei Proben und Vorstellungen. Er studierte Musik an der Musikhochschule Hannover; Kapellmeister zu werden, war sein erstrebtes Ziel. Den Aufbau der Jeunesses Musicales seit 1951 in Deutschland und die Schaffung und Entwicklung des Musikzentrums Schloss Weikersheim nannte er als wichtige Aufgaben, an denen er schon während des Studiums mitwirken konnte. Dank seines Engagements erhielt, was zunächst „als studentische Initiative begann, eine weitergehende künstlerische Perspektive [...], die das Projekt über Weikersheim hinaus auf nationaler und bald auch internationaler Ebene ausstrahlen ließ.“
1962 wurde er Dirigent bei Radio Bremen und um 1969 dort beim Sender Abteilungsleiter. Mit u. a. der Nordwestdeutschen Philharmonie und den Bremer Philharmonikern hat er in rund 40 Jahren rund 600 Rundfunkproduktionen sowie Konzerte geleitet. Er war zudem nebenamtlich als Honorarprofessor für die Hochschule für Künste Bremen tätig. Dabei sah er den Schwerpunkt seines Schaffens in der Förderung zeitgenössischer Musik: „Ich habe mein ganzes Leben für die Neue Musik eingesetzt. Die zeitgenössische Musik war für mich immer das Entscheidende – das hatte vor allem den Grund, die Dinge kennenzulernen, die wir während des Zweiten Weltkriegs nicht hören konnten“. Diesem Ziel dienten ein 1958 von ihm und Klaus Hashagen gegründetes Studio für Neue Musik, und mehr noch die von ihm ins Leben gerufenen und geleiteten Tage der Neuen Musik Hannover (1958 bis 1998). Hier gelangten in Verbindung mit dem NDR, der Musikhochschule Hannover, der Staatsoper Hannover und Radio Bremen zahlreiche Werke der Neuen Musik zur Aufführung oder Uraufführung.
Bernbacher war ab 1957 mit seiner Jugendfreundin, der Grünen-Politikerin Christa Bernbacher (1930–2013), verheiratet; beide hatten vier Kinder, von denen sie zwei adoptierten. Beide wohnten ab 1970 in Bremen-Schwachhausen.

### Politik
Bernbacher war ab den 1950er Jahren bis 1994 Mitglied der SPD, geprägt durch Kurt Schumacher. Er schloss sich 1995 der Wählergemeinschaft Arbeit für Bremen und Bremerhaven an. Diese Wählergemeinschaft wurde zum Sammelbecken unzufriedener ehemaliger SPD-Mitglieder des eher rechten Parteiflügels, aber auch vieler Bürger, die bis dato keiner Partei angehört hatten. Unter der Führung von Sparkassendirektor a. D. Friedrich Rebers erreichte die AfB auf Anhieb für die 14. Wahlperiode 10,7 % der Stimmen und 12 Abgeordnetenmandate.
Von 1995 bis 1999 saßen somit zwei „Bernbachers“ im Parlament: Sie, die als Grüne gern eine Koalition mit der SPD eingegangen wäre, und er, der für die Ablösung der SPD von der Macht stritt und dafür mit der CDU koalieren wollte. Die AfB war von 1995 bis 1999 in der Opposition. Bernbacher wirkte daran mit, dass Kultur als Staatsziel in die Bremische Verfassung aufgenommen wurde. Bei der Bürgerschaftswahl 1999 konnte die AfB ohne ihren kranken Spitzenkandidaten Rebers nur noch 2,4 % der Stimmen erreichen und erhielt kein Mandat in der Bürgerschaft.

### Weitere Mitgliedschaften
- Zwölf Jahre Mitglied im Rundfunkrat Bremen.
- Mitarbeit zusammen mit Peter Schulze bei der Bürgerinitiative zum Erhalt des für seine Akustik berühmten Sendesaals von Radio Bremen.
- Mitglied im Landesmusikrat Bremen.
- Vorsitzender des Förderkreises Musicon Bremen, der sich für den Bau eines Konzertsaals auf der Bürgerweide nach Plänen von Daniel Libeskind einsetzt.

## Veröffentlichungen

### Texte
- Klaus Bernbacher, Detlef Müller-Hennig (Hrsg.): Dokumentation 20 Jahre Konzert des Deutschen Musikrates. Bonn 2000.
- Klaus Bernbacher: Erinnerungen – Anfänge der Weikersheimer Oper. Veröffentlicht von der Jeunesses Musicales Deutschland[6] 2015.

### Tonträger
- Joseph Haydn: Klavierkonzert Es-Dur op. 21, Studio-Orchester der Jeunesses Musicales Hannover (Leitung: Klaus Bernbacher), Doppel-LP-Album, hg. von Féderation Internationale des Jeunesses Musicales (FIJM 1/2). 1962.
- Ernst Hellmuth Flammer: Der Turmbau zu Babel. Oratorium mit Catherine Gayer u. a., Chor des NDR, Nordwestdeutsche Philharmonie (Leitung: Klaus Bernbacher). NEOS 2020.